# الحراك الجنوبي
الحراك الجنوبي هو حراك شعبي في جنوب اليمن بدأ بكيان جمعية المتقاعدين العسكريين والأمنيين المسرحين من عملهم، وطالب الحراك الجنوبي النظام الحاكم بالمساواة وإعادة المسرحين العسكريين والمدنيين، ويطالب الحراك الجنوبي منذ 7 يوليو 2007 بالاستقلال لجنوب اليمن والذي يعتبروه بلد محتل بالقوة العسكرية من قبل اليمن الشمالي 2008.

## الأحداث

### المقدمة
منذ عام 2007 نظّم مواطنون من جنوب اليمن اعتصامات ومسيرات ومظاهرات احتجاجاً على ما يسمونه بمعاملتهم من قبل الحكومة المركزية التي يسيطر عليها الشماليين، بما في ذلك فصل الجنوبيين من العمل المدني والأمني. وتصاعدت وتيرة الاحتجاجات، وبقدوم عام 2008 راح الكثير من أبناء جنوب اليمن يطالبون بالانفصال واستعادة استقلال دولة اليمن الجنوبي، القائمة حتى قيام الوحدة اليمنية بين الجمهورية العربية اليمنية وجمهورية اليمن الديمقراطية الشعبية في عام 1990.
قالت هيومن رايتس ووتش إن قوات الأمن والأمن المركزي اليمني على الأخص لجأت إلى ارتكاب انتهاكات موسعة لحقت بالجنوب، منها القتل غير القانوني والاحتجاز التعسفي والضرب وقمع حريات التجمع والتعبير واعتقال الصحفيين وآخرين. هذه الانتهاكات أدّت لخلق أجواء من الخوف، لكنها أيضاً زادت من ضيق الجنوبيين وإحساسهم بالغربة، ويقولون إن الشمال يستغلهم اقتصادياً ويهمشهم سياسياً. وقد أفلتت قوات الأمن من العقاب جراء الهجمات غير القانونية ضد الجنوبيين، مما زاد من المشاعر الانفصالية في الجنوب وألقى بالبلاد في دوامة من القمع والاحتجاجات، أدت بدورها إلى المزيد من القمع.

### 2007
في عام 2007 كثف الحراك الجنوبي حملة للمطالبة بالحكم الذاتي أو الاستقلال عن شمال اليمن، إذ قالوا إن شكاواهم الاقتصادية والسياسية ما زالت لا تجد حلاً. وفي يوليو 2007 نفذ المتقاعدون العسكريون في جنوب اليمن اعتصامات في عدن والضالع ورددوا شعارات مناهضة للوحدة، وفي سبتمبر مقتل ثلاثة يمنيين وجرح ثمانية بمدينة الضالع في مواجهات بين قوات الأمن ومتظاهرين يشاركون في اعتصام نظمته جمعيات المتقاعدين العسكريين. وفي نوفمبر قُتل شخص وجرح العشرات أثناء تفريق قوات الأمن تجمعات كبيرة كانت متجهة إلى المشاركة في مهرجان دعا له المتقاعدون في عدن بمناسبة ذكرى استقلال الجنوب (عيد الجلاء) يوم 30 نوفمبر.

### 2008
في أبريل 2008 اعتقلت قوات الأمن 12 من قيادة الحراك الجنوبي وقامت باحتجازهم إلى أن عفى عنهم الرئيس السابق علي عبد الله صالح في سبتمبر. كان بين الزعامات أحمد بن فريد، وعلي الغريب، وحسن باعوم وعلي مُناصر، وآخرين.
وأمضوا ستة أشهر في سجن الأمن السياسي اليمني في زنازين تحت الأرض حسب تقرير هيومن رايتس ووتش ، ثم حوكموا بعد ذلك بناء على اتهامات مبهمة سياسية الدوافع تتمثل في «المساس بالوحدة» و«التحريض على الانفصال».

### 2009
في العام 2009، أعلن القيادي الإسلامي الجنوبي البارز طارق الفضلي، الذي كان حارب مع المجاهدين في أفغانستان أثناء الحرب السوفياتية في أفغانستان، أعلن عن نهاية تحالفه مع الرئيس صالح والانضمام إلى الحراك الجنوبي في جنوب اليمن، وهو ما أعطى دفعة جديدة إلى الحراك الجنوبي. حيث أصبح الفضلي أحد شخصياته البارزة. في نفس السنة أيضًا، بدأت تظاهرات حاشدة في معظم المدن الكبرى.
في أبريل 2009 اعتقلت السلطات قاسم عسكر جبران، السفير السابق لجمهورية اليمن الديمقراطية الشعبية إلى موريتانيا، واتهمته بـ "تهديد الوحدة والتحريض على قتال السلطات". ونُقل جبران إلى سجن الأمن السياسي في صنعاء وأحيل للمحاكمة بناء على أدلة قوامها "خُطب ووثائق ومنشور بعنوان "مشروع لرؤية خاصة بحراك الكفاح السلمي لقضية الجنوب ومستقبل شعب جنوب اليمن" ووثيقة تفيد بالانتماء إلى "المجلس الوطني الأعلى لتحرير واستعادة دولة جنوب اليمن".
في أواخر أبريل ومطلع مايو 2009 وقعت مصادمات مسلحة بين أتباع الحراك الجنوبي من قبائل ردفان وقوات الأمن في جبال الأحمرين بالقرب من الحبيلين، على بعد 100 كيلومتر تقريباً شمال شرق عدن وذلك بسبب قيام قوات الجيش باستحداث مواقع عسكرية على جبال الأحمرين المطلة على مديريات ردفان الأربع وهو ما خلق حالة من الاستهجان والرفض لدى الحراك الجنوبي وهو ما أشعل فتيل الحرب التي أدت إلى عدة جنود قتلى ومدنيين مصابين. وفي يوليو 2009، وقع صدام في زنجبار، عاصمة محافظة أبين، وخلف 12 قتيلاً على الأقل.
كما وقعت حوادث عنف هنا وهناك ضد مدنيين من الشمال في جنوب اليمن، مما يشير إلى تصاعد حدة التوترات بين أبناء المنطقتين. وفي يوليو 2009 قُتل ثلاثة شماليين في ردفان على يد من يُشتبه في كونهم متعاطفين مع الحراك الجنوبي. وفي الشهر نفسه، هاجم المتظاهرون وأحرقوا ونهبوا متاجر يملكها شماليون في المكلابمحافظة حضرموت.

### ثورة الشباب
مع اشتداد واتساع دائرة ثورة الشباب التي عمّت معظم المدن اليمنية مطلع عام 2011 مطالبة برحيل الرئيس وإسقاط النظام، أعلن الحراك على لسان أمينه العام عبد الله حسن الناخبي وقف مطالب الانفصال بشكل مؤقت، والانضمام إلى المظاهرات والاحتجاجات التي تعم البلاد، ولم تتبنى بعض فصائل الحراك هذا البيان ورفضته مؤكدة استمرار مطالبتها بالانفصال، وانسحب أعضاء الحراك من المجلس الوطني لقوى الثورة السلمية الذي شكلته المعارضة في الآونة الأخيرة وقالوا إن تمثيل الجنوبيين في المجلس غير منصف حيث طالبوا ب 50 % من المقاعد بينما يقول منظمي المجلس أن التقسيم وتوزيع المقاعد لايكون لأبناء الجنوب وزن المناصفة وكان هناك تخوف من تثبيت أحقيه المناصفة في باقي الأمور السياسية كمجلس النواب أو الوزارات تم على أساس المنظمات والأحزاب والهيئات وجميع أطياف المجتمع اليمني وليس على أساس الشمال والجنوب.

### الحوار الوطني
خصص للحراك الجنوبي 85 مقعداً من بين 565 مقعداً من مقاعد مؤتمر الحوار الوطني اليمني الذي يفترض أن ينطلق في 18 مارس 2013 في إطار تنفيذ اتفاق انتقال السلطة والسعي لحل مشكلات البلاد الكبرى مثل القضية الجنوبية والتمرد الشيعي في الشمال، فضلا عن تعديل الدستور، وتقرر أن يكون 50% من مقاعد الحوار الوطني لأبناء المحافظات الجنوبية، قرر فصيلان من الحراك المشاركة في المؤتمر وقالت وكالة الأنباء الفرنسية إن قسما كبيرا من الحراك ما زال يرفض الانضمام إلى الحوار، لاسيما الفصيل الذي يتزعمه نائب الرئيس اليمني السابق المقيم في المنفى علي سالم البيض.
قرر فصيلان من الحراك المشاركة في المؤتمر وقالت وكالة الأنباء الفرنسية إن قسماً كبيرا من الحراك ما زال يرفض الانضمام إلى الحوار، لاسيما الفصيل الذي يتزعمه نائب الرئيس اليمني السابق المقيم في المنفى علي سالم البيض.
وفي بداية شهر مارس 2013 بعد أحداث عنف دامية في المدينة زار الرئيس هادي مدينة عدن والتقى في الزيارة قادة الحراك من بينهم أحمد بن فريد الصريمة الذي عاد إلى بلاده بعدما أمضى حوالي 19 عاما في سلطنة عمان في محاولة لإقناعهم بالدخول في الحوار الوطني، وفي إشارة إلى علي سالم البيض الذي اعتبره مجلس الأمن الدولي من معرقلين التسوية السياسية، قال الرئيس هادي إن من حق السلطات أن تطلب محاكمة جنائية في محكمة العدل الدولية لأطراف من الداخل أو من الخارج تحاول عرقلة التسوية وتقف حجر عثرة أمام مستقبل اليمن.

### أحداث 2013
شهدت مداخل مدينة عدن عصر الأربعاء 30 نوفمبر 2013 مصادمات أسفرت عن إصابة أحد أعضاء الحراك عندما قامت قوات الأمن بمنع مسلحين من الحراك من دخول المدينة للحيلولة دون السماح في إقامة أتباع الحراك الجنوبي لإقامة مظاهرة بمناسبة حلول ذكرى إجلاء آخر جندي بريطاني 30 نوفمبر 1967 وقامت قوات الأمن والتابعين لمتنفدين حزب الإصلاح الجناح العسكري للإخوان المسلمين المستفيدي من الوحدة والفساد في حشود الخميس. وكانت منظمة العفو الدولية قد طالبت السلطات بعدم استخدام العنف مع المحتجين وبوضع حداً للقمع العنيف لحرية التجمع الذي تمارسه قوات الأمن بشكل اعتيادي. في اليوم الثاني الخميس 21 فبراير 2013 بمدينة عدن نظم مواطنين من الحراك مظاهرات شارك فيها العشرات بمناسبة الذكرى السنوية الأولى للإطاحة بالرئيس السابق علي عبد الله صالح، في تلك الأثناء حاول مسلحين يعتقد بانتمائهم للحراك المطالبين بالانفصال اقتحام ساحة الاحتشاد إلا أن قوت الأمن منعتهم من ذلك، وذكرت وكالة فرانس برس على لسان متحدث باسم الحراك فتحي بن لزرق أن ثلاثة ناشطين قُتلوا برصاص الشرطة أثناء محاولة مجموعة من الحراك التقدم إلى ساحة العروض حيث يتجمع الآلاف من أنصار الوحدة للتظاهرة بمناسبة الذكرى الأولى لانتخاب عبد ربه منصور هادي رئيسا توافقيا لليمن.
وأوردت بي بي سي إصابة العشرات من الطرفين بالإضافة إلى تهشيم خمسة عشرة سيارة تابعة للمشاركين في المظاهرة المؤيدة للوحدة، واعتقل الأمن ستة من الحراك وصادرت عددا من الأسلحة كانت في حوزتهم أثناء مهاجمتهم للفعالية.
فيما صرحت منظمة العفو الدولية بأن قوات الأمن قامت بإطلاق النار على المحتجين مؤيدي الانفصال، مما نتج عنه وفاة أربعة أشخاص وإصابة العشرات. ووصفت ذلك بأنها بقعة سوداء جديدة لطخت سجل الحكومة السيء في حقوق الإنسان وبأنها أعمال تتعارض مع المعايير الدولية لحقوق الإنسان ويقول مؤيدي الحراك أن قوات الأمن أفرغت ساحة الاعتصام من المؤيدين للانفصال ليحتفل فيها مؤيدي الوحدة يقول مؤيدي الحراك أن منظمة هو حزب الإصلاح المشارك في حكومة الوفاق الوطني.
وذكرت وكالة بي بي سي إن قوات الأمن اتهمت مسلحين بالتخطيط مع قيادات في حزب المؤتمر الشعبي العام في عدن ومنهم عبد الكريم شايف وياسر اليماني لإفشال ما سمي بـ«مليونية الثورة»، وتوزيع أسلحة على بعض الشبان وتحريضهم على مهاجمة حشود الوحدويين الجنوبيين في ساحة العروض، لكن قيادات في الحراك نفت تلك الاتهامات واعتبرتها «محاولة لتشويه» صورة الحركة.
وفي مساء الأربعاء 20 فبراير في مدينة المكلا بمحافظة حضرموت ذكرت مصادر طبية لبي بي سي أن خمسة من الباعة المتجولين المنتمين لمحافظات شمالية أصيبوا بجراح بعد أن هاجمتهم مجموعة من الحراك نعتتهم بألفاظ وصفت بالعنصرية، مما أدى إلى مصادمات بين الطرفين.
فيما قام ناشطون حراكيون في 23 فبراير بمهاجمة وإحراق مقرات تابعة لحزب الإصلاح وقام آخرون بإحراق 13 محل تجاري يملكها مواطنون يمنيون من المحافظات الشمالية في منطقة غيل باوزير ومدينة المكلا في محافظة حضرموت ودعت فصائل في الحراك لعصيان مدني في مدن الجنوب ولاقى استجابة جزيئة فيما طاردت قوات الأمن مجموعة من نشطاء الحراك بعد محاولاتهم إغلاق بعض المدارس والشوارع بالقوة. وذكر شهود عيان لوكالة فرانس برس أن ناشطين في سيئون ثاني كبرى مدن حضرموت في جنوب شرق البلاد، أضرموا النار في أحد التجار الشماليين في محاولة منهم لفرض «العصيان المدني»، ما أسفر عن إصابة التاجر بحروق خطيرة.
وفي منتصف ليل 24 فبراير وصل الرئيس هادي إلى مدينة عدن وذكر مصدر أمني لوكالة فرانس برس أن الزيارة للإطلاع عن كثب عما يدور في عدن بعد تسجيل أعمال عنف تبناها خصوصا التيار المتشدد في الحراك الجنوبي بقيادة علي سالم البيض نائب الرئيس اليمني السابق المقيم في المنفى.
وفي 2 مارس أثناء تواجد الرئيس هادي في عدن ذكرت وكالة رويترز أن قوات الأمن قتلت ناشطا بالرصاص وإصابة أربعة آخرين على الأقل في حي المنصورة أثناء اشتباكات مع انفصاليين أغلقوا الطرق وطالبوا بالإفراج عن نشطاء احتجزوا خلال اشتباكات 21 فبراير وأكد مسؤول أمني لرويترز إصابة البعض برصاص قوات الأمن التي تصدت للهجوم عليها أثناء محاولتها فتح الطرق ولكنه قال أنه لا علم له بسقوط قتلى.

## العلاقات

### العلاقة مع القاعدة
في العام 2009، أعلن القيادي الإسلامي الجنوبي البارز طارق الفضلي، الذي كان يحارب مع المجاهدين في أفغانستان أثناء الحرب السوفياتية في أفغانستان، أعلن عن نهاية تحالفه مع الرئيس صالح والانضمام إلى الحراك الجنوبي في جنوب اليمن، وهو ما أعطى دفعة جديدة إلى الحراك الجنوبي. حيث أصبح الفضلي أحد شخصياته البارزة. في نفس السنة أيضًا، بدأت تظاهرات حاشدة في معظم المدن الكبرى.
حاولت السلطات اليمنية ربط الحراك الجنوبي بالقاعدة، باتهامها كما هو واضح طارق الفضلي بالتواطؤ مع القاعدة. ورفض زعيم الحراك الجنوبي والنائب السابق بالبرلمان صلاح الشنفرة هذه الصلة بقوله: «لا صلات تربطنا بالقاعدة ونحن لا نقبل أي حديث أو موقف من هذا النوع [العنيف]».
زعيم القاعدة في اليمن، ناصر الوحيشي، أعرب علناً عن تأييده للحراك الجنوبي. وفي 14 مايو 2009 في بيان صوتي له، قال الوحيشي لشعب الجنوب: «نحن في تنظيم القاعدة نؤيد ما تفعلونه من رفض للقمع ونؤيدكم ضد الحكومة».
وربما كان الوحيشي يتحدث بالنيابة عن التنظيم في اليمن فقط، إذ نددت عن زعيم القاعدة على المستوى الدولي تعليقات بعد شهر يعلن فيها أن لا علاقة للتنظيم بدعم انفصال جنوب اليمن. وفي 22 يونيو 2009 أنكر مصطفى أبو اليزيد – العضو بمجلس الشورى الأعلى للقاعدة على المستوى الدولي والمعروف بلقب «القائد العام» للقاعدة في أفغانستان – أي دعم من القاعدة لانفصال الجنوب. أوضح أن القاعدة تناضل لإنشاء دولة إسلامية موحدة، في اليمن أولاً.
وقد قلل بعض المحللين السياسيين اليمنيين واثنين من الدبلوماسيين الأجانب قابلتهم هيومن رايتس ووتش من شأن مزاعم وجود صلات مباشرة بين الحراك الجنوبي والقاعدة. وأحد السفراء الأوروبيين نعت هذه المزاعم بأنها «أداة لتشتيت الانتباه» استخدمها المسؤولون الحكوميون.

## وصلات خارجية
- باسم الوحدة رد الحكومة اليمنية القاسي على احتجاجات الحراك الجنوبي، تقرير لهيومن رايتس ووتش 15 ديسمبر 2009.
- الحراك الجنوبي في اليمن، مركز الخليج للأبحاث، أبريل 2010.
- الحراك الجنوبي التهديدات الحرجة، معهد أمريكان انتربرايز نوفمبر 2009.